# 韋華頓·彭利拿·達施華
韋華頓·佩雷拉·達施華（葡萄牙語：Weverton Pereira da Silva；1987年12月13日—），简称韋華頓（葡萄牙語：Weverton，發音：[ˈwɛvɐʁtõ]），是一名巴西足球運動員，司職守門員，目前效力於巴西足球甲級聯賽球隊彭美拉斯及巴西國家足球隊。2016年巴西里約奧運，韋華頓代替因傷退隊的費蘭度·巴斯為巴西奧運足球代表隊把關。在巴西對德國決賽戰至互射十二碼階段，韋華頓在第5輪救出尼斯·彼德臣射門，助巴西第一次贏得奧運足球金牌。

## 榮譽
波圖基沙
- 巴西足球乙級聯賽: 2011（英语：2011 Campeonato Brasileiro Série B）

帕拉尼恩斯
- 巴西巴拉那州聯賽（英语：Campeonato Paranaense）: 2016（英语：2016 Campeonato Paranaense）

巴西
- 奧運金牌: 2016